# Заслужена академічна капела України «Трембіта»
Державна заслужена академічна хорова капела України «Трембіта» — музичний колектив, заснований у Львові 10 жовтня 1939 року. Лауреат Національної премії ім. Т. Шевченка (1995).

Історичні відомості
Лауреат Національної премії ім. Т. Шевченка, Заслужена академічна капела України "Трембіта" була заснована у 1891 році як хор "Львівський Боян", метою якого було створювати і розвивати українську культуру в жанрі хорової музики. З цього часу і до 1939 року хор успішно проводив свою діяльність під керівництвом багатьох видатних діячів і диригентів, зокрема Анатоля Вахнянина (депутата Австрійського сейму від Галичини ), композиторів Станіслава Людкевича, та Миколи Колесси.
Cтворення цього товариства  без сумніву стало кульмінацією зусиль кількох поколінь українських діячів ХІХ ст. Ця подія спричинила заснування філій Товариства у містах Галичини і Буковини – процес, який найактивніше тривав протягом останньої декади ХІХ – початку ХХ ст. У 1903 р. на базі “Боянів” було утворено Союз співацьких і музичних товариств (від 1907 р. Музичне товариство ім. М. Лисенка). Станіслав Людкевич у статті «У сорокаліття Львівського Бояна» визнав галицькі “Бояни” «вершиною організаційного етапу діяльності хорових товариств» . Тоді ж на базі Товариства було засновано і Вищий музичний інститут  ім.    М. Лисенка, який опікувався фаховою музичною освітою.
Один із найбільш значущих і успішних виступів «Львівського Бояна» відбувся в Празі влітку 1891 р., вже в перший рік існування хору, на відкритті ювілейної виставки народного господарства й культури Чехії (Všeobec. Zemskă Lubil. Výstava r. 1891 v Praze). Чеська критика високо оцінила твори українських композиторів (А. Вахнянина, І. Воробкевича, І. Лаврівського, М. Лисенка, В. Матюка, О. Нижанківського, П. Ніщинського) і їх хорове виконання.
Наступною видатною подією, задокументованою на світлинах, був урочистий концерт з нагоди 100-літньої річниці заснування першого українського хору в Перемишлі, який відбувся 26 травня 1929 р. (в залі «Робітничого Дому») в Перемишлі, і повторно у Львові 2 червня 1929 р. Серед виступів «Львівського Бояна» в 1930-х рр. визначним був ювілейний концерт колективу на сцені оперного театру у Львові 13 березня 1932 р. з нагоди 40-ліття заснування хору. Осінню 1939 року, з політичних міркувань, Радянська влада припинила діяльність хору "Львівський Боян" і учасникам хору було запропоновано стати артистами Державної капели з новим ім`ям " Трембіта".
В період до 1990 року капела "Трембіта " щорічно дво-три разово гастролювала теренами Радянського Союзу. Також цей період позначився системною співпрацею з Львівськими композиторами Анатолієм Кос-Анатольським, Євгеном Козаком, Романом Сімовичем, Дезидерієм Задором та іншими, і під їхнім творчим впливом формувався виконавський почерк колективу, розвиток якого здійснювали талановиті диригенти - Павло Муравський, Євген Вахняк, Володимир Василевич, Іван Лупол, Володимир Пекар, Ігор Жук.
З набуттям Україною державної незалежності розпочався новий етап діяльносі капели " Трембіта ". У 1990 році колектив очолив Микола Кулик, створивши капелу у складі хору, оркестру та солістів. Репертуар збагатився великими кантатно-ораторійними полотнами, творами духовної музики східного обряду, що було заборонено виконувати раніше, та інструментальною музикою для оркестру. З цього часу розпочалися гастрольні турне до країн західної Європи, окрім інших, лише до Німеччини відбулося понад 30 турне.
Окремо слід зазначити, що у листопаді 2001 року, на запрошення Блаженнішого Любомира кардинала Гузара, Отця і Глави УГКЦ, капела “Трембіта” підготувала  концерт духовної музики у Римі як знак подяки візиту Святішого Отця ІванаПавла ІІ до України (ораторії Мар’яна Кузана “Неофіти” на слова Т.Шевченка, ораторія Олександра Козаренка “Страсті ГНІХ”).
Капела “Трембіта” розпочинає розвивати духовну музику України спільно з серією “Духовна музика України” Фундації “Андрей” (ораторія Віктора Камінського “Іду.Накликую. Взиваю…”  на тексти проповідей митрополита Андрея Шептицького, ораторія Олександра Козаренка “Страсті ГНІХ”, “Різдвяна Божественна Літургія”, “Акафіст до Пресвятої Богородиці” для хору та оркестру Віктора Камінського, “Пасхальна Утреня” тощо). Також, пріоритетними в розвитку української музики стає творчість композиторів Мирослава Скорика, Олександра Козаренка, Віктора Камінського, Мирослава Волинського. За створення мистецьких програм під керівництвом М. Кулика в період 1993-95 р. здобуто Національну премію ім. Т.Шевченка.
У 21 столітті, з вимогою часу і вподобань публіки, "Трембіта" часто експериментує із створенням своїх програм, до яких можна віднести ораторію Мирослава Волинського “Я Тебе кличу”, яка була сценічно оформлена у 150-ті роковини вшанування митрополита Андрнея Шептицького, ораторія Ігоря Щербакова «Великого бажайте», лібрето Михайла Перуна, проект “Пісня буде поміж нас" (муз.В.Івасюка), ораторію Мирослава Волинського “Totus Tuus",  "Ми ідемо вперед!" (до 70-річчя УПА), " Merry Christmas - Щасливого Різдва",  використовуючи естрадний інструментарій, велику кількість ударних інструментів, сучасне озвучування та освітлення своїх концертів. Також здійснено велику кількість звукових та відеозаписів як в Україні, так і за межами, зокрема телебаченням Данії, Німеччини (студія ZDF), Італії (студія RAI 3 ), Польщі та інших.

## Репертуар
У репертуарі, крім українських народних пісень і фолкльору (також інших слов'янських народів) — монументальні твори Людвіга Бетговена («Хор-фантазія»), Йозефа Гайдна (ораторія «Пори року»), Миколи Лисенка («Радуйся, ниво неполитая»), Станіслава Людкевича (кантати-симфонії «Кавказ» і «Заповіт»), Вольфґанґа Амадея Моцарта («Реквієм»), Левка Ревуцького (поема «Хустина»), Дмитра Шостаковича («Пісня про ліси») та ін.

## Керівники
Перший мистецький керівник і диригент — Дмитро Котко, згодом — Петро Гончаров, Олександр Сорока, Микола Колесса (1947), з 1948 — Павло Муравський, з 1965 — Володимир Пекар, з 1979 року — Ігор Жук, у 1986–1988 роках — Цигилик Олег Іванович, з 1990 року — Микола Кулик.

## Нагороди та відзнаки
1995 року за концертні програми 1992–1994 років нагороджена Шевченківською премією (художній керівник — Микола Кулик).